# Statius Otto

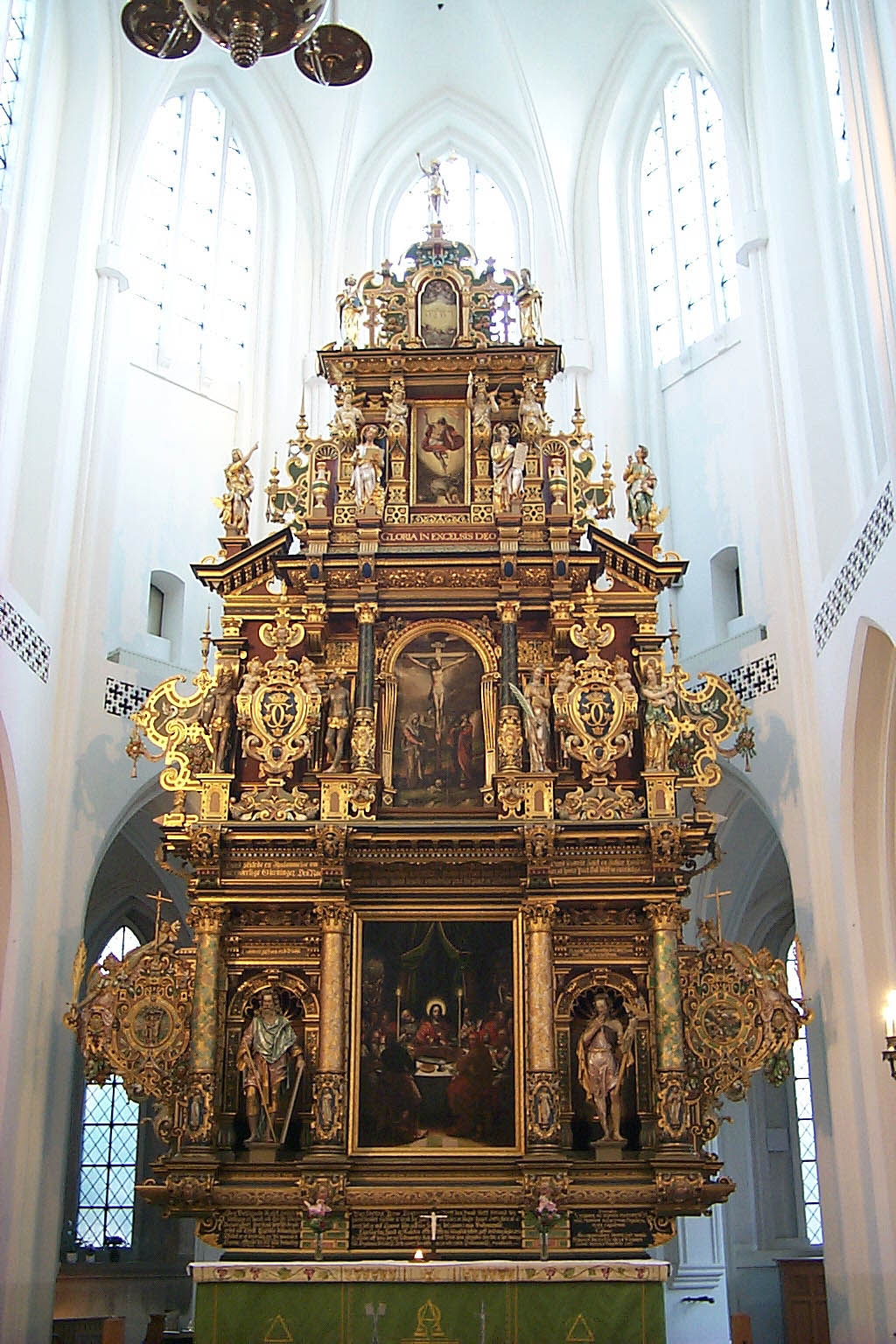
Altaruppsatsen i Sankt Petri kyrka, Malmö.

Statius Otto (Stachius, Staas, Stads, Stats, Otte), var en tysk bildhuggare, verksam i Skåne under tidigt 1600-tal.
Statius kom från Lüneburg i Tyskland och är påvisbar under namnet Statius Otto von Lüneburg i dokument från 1603-1618 i Danmark och det danska Skåne. Han var bildhuggarlärling i Helsingör 1603 och anställdes 1606 vid Frederiksborg som medarbetare till Greger Grenus. Omkring 1610 bosatte han sig i Malmö och arbetade då både i trakterna kring Helsingborg och på Frederiksborg. Länsherren i Helsingborg Anders Bille anlitade honom för tillverkning av inventarieföremål till sin bostad och kyrkor. Bland hans mindre arbeten märks utsmyckningar för två Köpenhamnsbyggda fartyg, en morian för vattenposten på Malmö stortorg, skulpturer till en praktsäng på Rosenborgs slott i Köpenhamn. Bland hans mer kända arbeten märks högaltaret i Malmö S:t Petri kyrka som han utförde tillsammans med bildhuggaren Jacob Kremberg, snickaren Henrik Könnicke och målaren Didrik Moll. Han utförde dessutom predikstolen i Holmby kyrka, delar av altartavlan i Slangerups kyrka på Själland. Han tillskrivs predikstolen i Helsingborgs Mariakyrka och läktarpredikstolen i Kropps kyrka samt en predikstol i Reslövs kyrka utanför Eslöv. För Frederiksborgsbygget utförde han ett antal takutsmyckningar i skulpterat trä, 16 stycken hästskulpturer och en mängd allegorier och planetbilder, samtliga dessa föremål förstördes vid 1859 års brand. Bland hans icke-kyrkliga föremål återstår endast Peter Hoffmanns gjutna Caritasbrunnen på Gammeltorv i Köpenhamn, där Statius snidat förlagan i trä samt praktsängen Bilesängen  på Rosendals slott i Skåne.